# بوابات الإسكندر

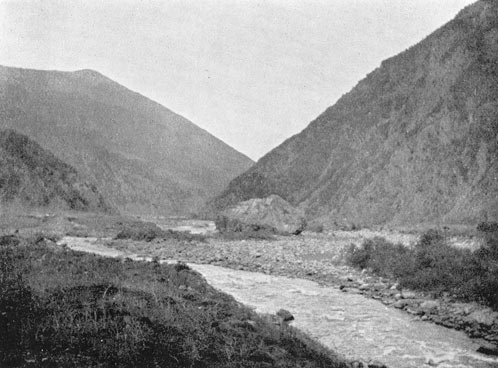
مضيق داريال قبل عام 1906

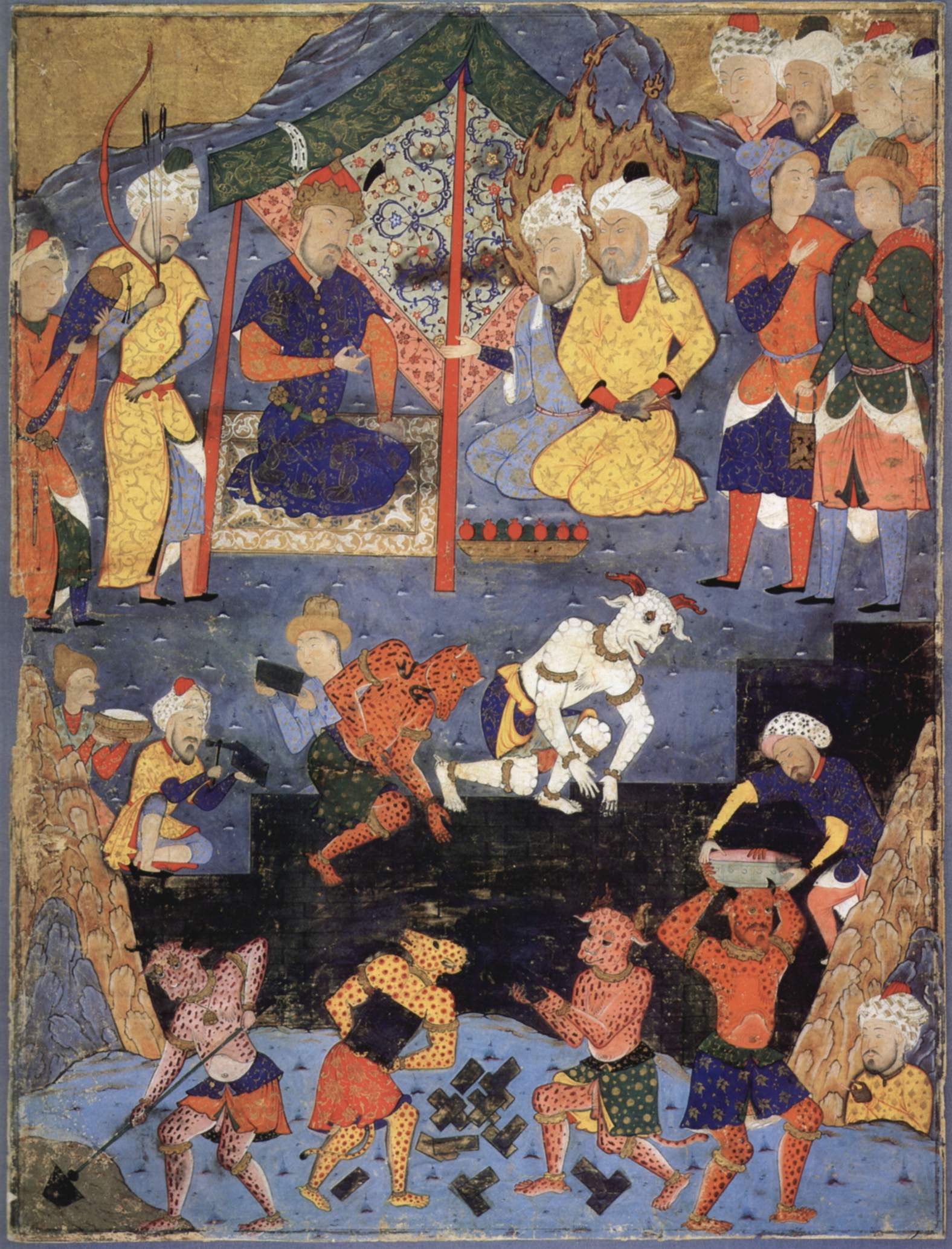
صورة لذو القرنين يقوم ببناء ساتر من الحديد بمساعدة الجن وذلك لمنع قدوم قوم جوج مأجوج إلى البلاد المتحضرة. (لوحة فارسية)

بوابات بحر قزوين: مضيق داريال، دربند، ريجار، جدار جرجان.(ايبيريا); هيركانيا).

بوابات الإسكندر Gates of Alexander هي سد أسطوري يقال أن من بناه هو الإسكندر المقدوني في القوقاز ليمنع قوم البرابرة المتوحشون في الشمال من غزو البلاد الوقعة في الجنوب. هناك من يقول أن هؤلاء القوم هم قوم يأجوج ومأجوج. شاعت قصص السد في أدب الرحلات في العصور الوسطى والتي بدأت بكتاب رومانسية الإسكندر التي كتبت في القرن السادس الميلادي. ويتم نسب هذه الأبواب لبوابات القوقاز في منطقة دربند في روسيا كما تنسب لممر دارييل.
وهناك طروحات أخرى تقول أن البوابات هي «حائط الإسكندر» الواقع على الشواطئ الجنوبية الشرقية لبحر قزوين وهناك 180 كلم من آثاره مازالت موجودة.
لكن الوقائع تدل أن الهيكلين بناهم الملوك الفرس في نهايات القرن الخامس الميلادي، قام قباد الاول، وهو أحد الملوك الساسانيين ببناء بوابات دربند (كلمة «دربند» هي فارسية وتعني الأبواب المغلقة) عند إنشائه للمدينة. أما سور جورجان العظيم، فبناه ملوك الإمبراطورية البارثية بنفس الوقت الذي بني فيه سور الصين العظيم وأعيد ترميمه لاحقا في وقت ما بني القرنين الثالث والسابع الميلاديين.

## خلفية تاريخية

### في الأدب الإغريقي
ذكر في كتاب «رومانسيات الإسكندر» الإغريقي أن الملك الإسكندر، المعروف بذو القرنين، طارد أعدائه إلى حدود ممر بين جبلين عرف بممر «نهدين العالم». وهناك بنى قرر حسر قبائل الشمال المتوحشة، أي يأجوج ومأجوج، خلف سور عظيم من الحديد الصلب. وبمساعدة من الإله، بنى الإسكندر ورجاله سدا ليغلق الممر لمنع المتوحشين من غزو المناطق الجنوبية المتحضرة المسالمة. ولا يوجد جزم على طبيعة السد هل هو بين جبلين أو بين قمم جبال وبحر قزوين.

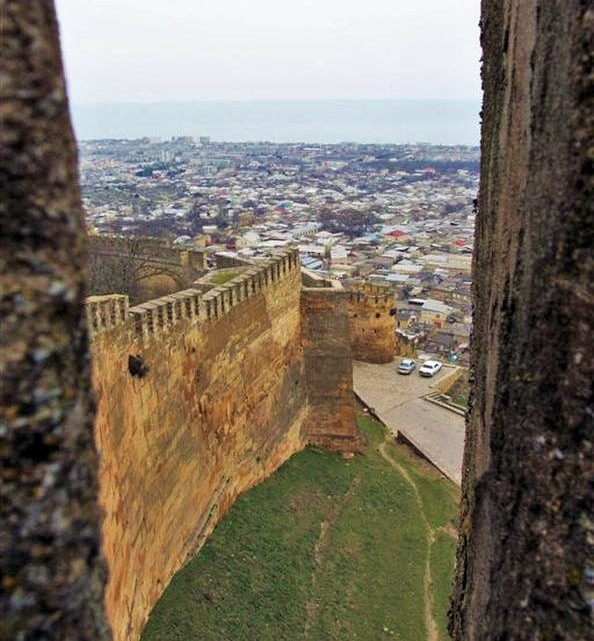
بوابات القوقاز في دربند الروسية والتي عرفت ببوابات الإسكندر.

### في القرأن الكريم
ذكرت الحادثة في القرآن في سورة الكهف (من آية 83 وحتى 98):
﴿وَيَسْأَلُونَكَ عَنْ ذِي الْقَرْنَيْنِ قُلْ سَأَتْلُو عَلَيْكُمْ مِنْهُ ذِكْرًا ۝٨٣ إِنَّا مَكَّنَّا لَهُ فِي الْأَرْضِ وَآتَيْنَاهُ مِنْ كُلِّ شَيْءٍ سَبَبًا ۝٨٤ فَأَتْبَعَ سَبَبًا ۝٨٥ حَتَّى إِذَا بَلَغَ مَغْرِبَ الشَّمْسِ وَجَدَهَا تَغْرُبُ فِي عَيْنٍ حَمِئَةٍ وَوَجَدَ عِنْدَهَا قَوْمًا قُلْنَا يَا ذَا الْقَرْنَيْنِ إِمَّا أَنْ تُعَذِّبَ وَإِمَّا أَنْ تَتَّخِذَ فِيهِمْ حُسْنًا ۝٨٦ قَالَ أَمَّا مَنْ ظَلَمَ فَسَوْفَ نُعَذِّبُهُ ثُمَّ يُرَدُّ إِلَى رَبِّهِ فَيُعَذِّبُهُ عَذَابًا نُكْرًا ۝٨٧ وَأَمَّا مَنْ آمَنَ وَعَمِلَ صَالِحًا فَلَهُ جَزَاءً الْحُسْنَى وَسَنَقُولُ لَهُ مِنْ أَمْرِنَا يُسْرًا ۝٨٨ ثُمَّ أَتْبَعَ سَبَبًا ۝٨٩ حَتَّى إِذَا بَلَغَ مَطْلِعَ الشَّمْسِ وَجَدَهَا تَطْلُعُ عَلَى قَوْمٍ لَمْ نَجْعَلْ لَهُمْ مِنْ دُونِهَا سِتْرًا ۝٩٠ كَذَلِكَ وَقَدْ أَحَطْنَا بِمَا لَدَيْهِ خُبْرًا ۝٩١ ثُمَّ أَتْبَعَ سَبَبًا ۝٩٢﴾﴿حَتَّى إِذَا بَلَغَ بَيْنَ السَّدَّيْنِ وَجَدَ مِنْ دُونِهِمَا قَوْمًا لَا يَكَادُونَ يَفْقَهُونَ قَوْلًا ۝٩٣ قَالُوا يَا ذَا الْقَرْنَيْنِ إِنَّ يَأْجُوجَ وَمَأْجُوجَ مُفْسِدُونَ فِي الْأَرْضِ فَهَلْ نَجْعَلُ لَكَ خَرْجًا عَلَى أَنْ تَجْعَلَ بَيْنَنَا وَبَيْنَهُمْ سَدًّا ۝٩٤ قَالَ مَا مَكَّنِّي فِيهِ رَبِّي خَيْرٌ فَأَعِينُونِي بِقُوَّةٍ أَجْعَلْ بَيْنَكُمْ وَبَيْنَهُمْ رَدْمًا ۝٩٥ آتُونِي زُبَرَ الْحَدِيدِ حَتَّى إِذَا سَاوَى بَيْنَ الصَّدَفَيْنِ قَالَ انْفُخُوا حَتَّى إِذَا جَعَلَهُ نَارًا قَالَ آتُونِي أُفْرِغْ عَلَيْهِ قِطْرًا ۝٩٦ فَمَا اسْطَاعُوا أَنْ يَظْهَرُوهُ وَمَا اسْتَطَاعُوا لَهُ نَقْبًا ۝٩٧ قَالَ هَذَا رَحْمَةٌ مِنْ رَبِّي فَإِذَا جَاءَ وَعْدُ رَبِّي جَعَلَهُ دَكَّاءَ وَكَانَ وَعْدُ رَبِّي حَقًّا ۝٩٨﴾ [الكهف:93–98]
حيث يعتقد أن ذو القرنين هو الإسكندر المقدوني بينما أشار آخرون إلى أنه كسرى ملك الفرس.

### في العصور الوسطى
تم وضع القصة التي ذكرت في «رومانسيات الإسكندر» في العديد من كتب الترحال التي كتبت في العصور الوسطى منها «رحلات ماركو بولو» و«رحلات السير جون ماندرفيل». وهناك اختلاف في تحديد ماهية القوم التي تصدها الأبواب. فمندرفيل يقول أن يأجوج ومأجوج هم أسباط اليهود العشرة المفقودون وهم ينتظرون آخر الأيام لينتفضوا مع بقية اليهود لمحاربة المسيحيين. بينما كتاب ماركو بولو فيقول أنهم قوم الكومانيين ويشير أن قوم يأجوج ومأجوج هم قوم يستوطنون مناطق شمال الكاثاي. وهناك علماء ربطوا وصف بولو بسور الصين العظيم.
اعتمد كتاب «اليهود الحمر» الذي فقد في القرن السابع عشر الميلادي على قصص من حكايات بوابات الإسكندر.

## انظر ايضا
- الإسكندر في القرآن
- قوروش في القرآن
- بوابات قيليقية

## روابط خارجية
- الفصل التاسع والعشرون من كتاب رحلات السير جون مانديفيل، بالانكليزية.